# فهرست فرودگاه‌های قطر
این مقاله شامل فهرست فرودگاه‌های قطر هستند  که بر پایهٔ مکان قرارگیری آن‌ها مرتب شده است.

## فرودگاه‌ها
| شهر                 | شهرستان | ایکائو | یاتا | نام فرودگاه            | مختصات                                                         |
| ------------------- | ------- | ------ | ---- | ---------------------- | -------------------------------------------------------------- |
| فرودگاه‌های غیرنظامی |         |        |      |                        |                                                                |
| الخور               | الخور   | OTBK   |      | فرودگاه الخور          | ۲۵°۳۷′۴۶″ شمالی ۰۵۱°۳۰′۲۴″ شرقی / ۲۵٫۶۲۹۴۴°شمالی ۵۱٫۵۰۶۶۷°شرقی |
| دوحه                | دوحه    | OTBD   | DOH  | فرودگاه بین‌المللی دوحه | ۲۵°۱۵′۴۰″ شمالی ۰۵۱°۳۳′۵۴″ شرقی / ۲۵٫۲۶۱۱۱°شمالی ۵۱٫۵۶۵۰۰°شرقی |
| فرودگاه‌های نظامی    |         |        |      |                        |                                                                |
| دوحه                | دوحه    | OTBH   | IUD  | پایگاه هوایی العدید    | ۲۵°۰۷′۰۲″ شمالی ۰۵۱°۱۸′۵۳″ شرقی / ۲۵٫۱۱۷۲۲°شمالی ۵۱٫۳۱۴۷۲°شرقی |